# Ulica Bulwarowa w Krakowie
Ulica Bulwarowa – ulica w Krakowie przebiegająca przez dzielnicę XVIII Nowa Huta, stanowiąc granicę z dzielnicą XVI Bieńczyce. 
Rozpoczyna się na skrzyżowaniu z ulicami Cienistą i Kocmyrzowską. Następnie biegnie w kierunku południowo-wschodnim, wzdłuż osiedli Krakowiaków, Sportowego, Stalowego, Willowego i Wandy. Kończy się na skrzyżowaniu z al. Jana Pawła II i ul. Klasztorną. 
W bliskim otoczeniu ulicy mieszczą się: Kościół Matki Bożej Pocieszenia w Krakowie, stadion żużlowy Wandy Kraków, Zalew Nowohucki, Międzyszkolny Ośrodek Sportowy Kraków – Wschód, XVI Liceum Ogólnokształcące do 2013 roku (przeniesione na os. Willowe 1), Szkoła Podstawowa nr 37 oraz ogródki działkowe.

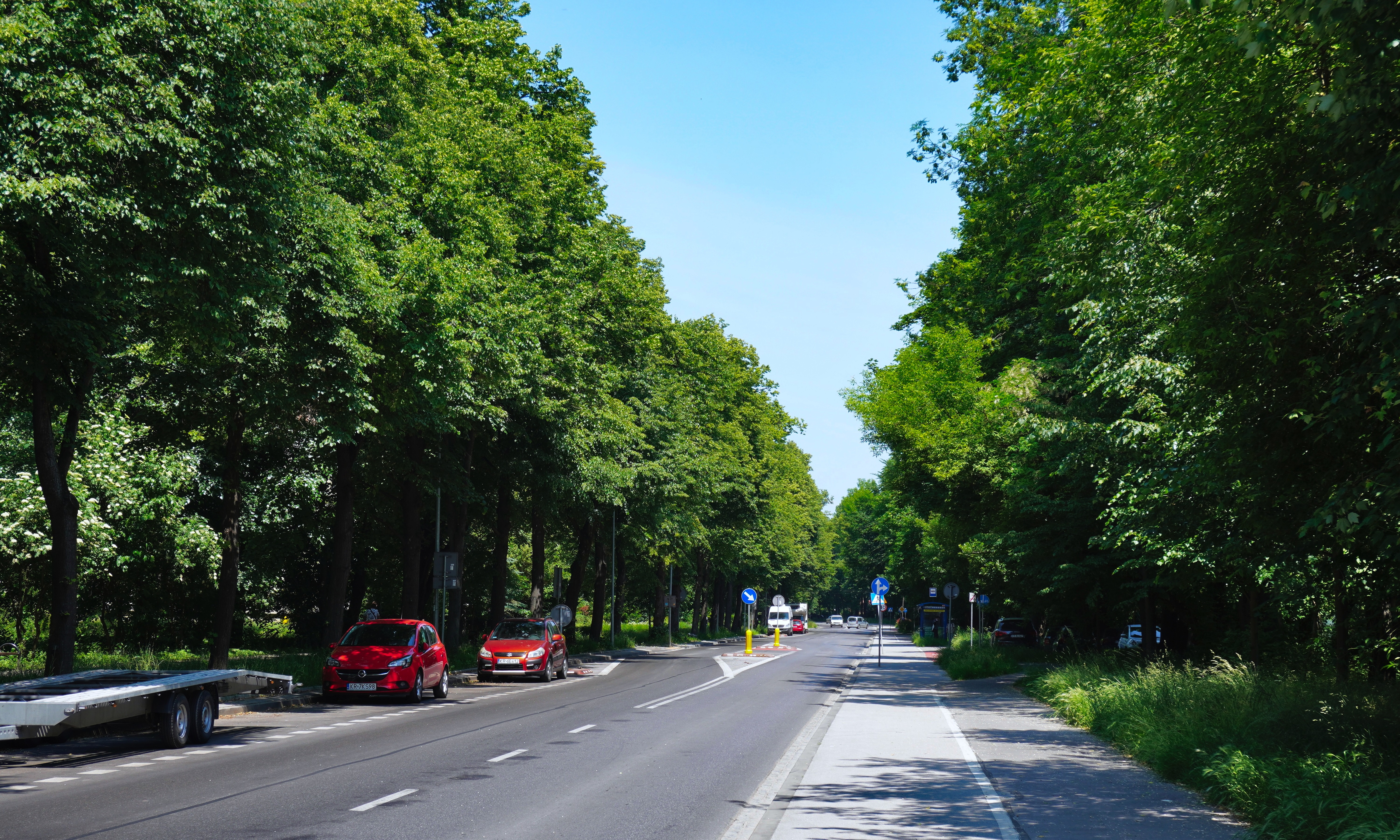
Widok ulicy na wysokości osiedla Willowego w kierunku północnym